# 긴엄지굽힘근 (손)
긴엄지굽힘근(flexor pollicis longus, FPL) 또는 장무지굴근(長拇指屈筋)은 엄지를 굽히는 역할을 하는 아래팔과 손의 근육이다. 깊은손가락굽힘근과 같은 평면에 위치한다. 인간에만 존재하는 독특한 근육으로, 다른 영장류에게는 제대로 발달해 있지 않거나 아예 존재하지 않는다. 한편 한 메타분석 연구에서는 대략 인구의 48%에서 추가적인 긴엄지굽힘근이 존재한다고 밝혔다.

## 구조
노뼈거친면과 빗선 바로 아래부터, 노뼈 몸통의 고랑이 파인 앞면에서 기시한다. 이는곳은 원엎침근과 가깝다. 긴엄지굽힘근에 간혹 존재하는 부속근육은 Gantzer근육(Gantzer's muscle)이라고도 한다. 이로 인해 앞뼈사이신경이 눌릴 수 있다.
또한 인접한 뼈사이막 일부에서도 일어난다. 자뼈 갈고리돌기의 안쪽 경계에서는 보통 근육성의 슬립으로 기시한다. 40% 정도에서는 위팔뼈 안쪽위관절융기에서 일어나기도 하며, 이런 경우 얕은손가락굽힘근 위팔갈래와 힘줄로 연결되어 있다.
긴엄지굽힘근의 근섬유는 납작한 힘줄로 끝나는데, 이 힘줄은 굽힘근지지띠 아래를 통해 손목굴을 지나간다. 이후에는 짧은엄지굽힘근 가쪽갈래와 엄지모음근 빗갈래 사이에 위치하며, 최종적으로 엄지의 먼쪽손가락뼈 바닥에 닿으며 끝난다.

### 위치 관계
앞뼈사이신경과 앞뼈사이동맥, 정맥은 긴엄지굽힘근과 깊은손가락굽힘근 사이에서 뼈사이막 앞면을 따라 아래쪽으로 주행한다.
혈액 공급이 제한되어 있어 힘줄에 가해진 손상은 특히 복구되기 어렵다.

### 신경 분포
긴엄지굽힘근은 정중신경의 가지인 앞뼈사이신경(C8-T1)의 지배를 받는다.

### 변이
긴엄지굽힘근이 얕은손가락굽힘근, 깊은손가락굽힘근과 연결될 수 있다. 긴엄지굽힘근과 깊은손가락굽힘근이 연결되어 있는 경우 린버그 콤스톡 증후군의 원인이 된다. 원엎침근과 연결된 경우도 존재한다. 검지로 가는 긴엄지굽힘근의 힘줄이 추가로 발견되기도 한다.

## 작용
긴엄지굽힘근은 엄지의 손가락뼈를 굽히는 근육이다. 엄지를 이미 굽힌 상태라면 손목을 굽히는 것을 돕는다.

## 진화
긴엄지굽힘근의 힘살이 깊은손가락굽힘근과 따로 분리되어 있다는 점에서, 현생 인류는 사람과의 생물들 중 구별되는 특징을 가진다. 긴엄지굽힘근은 현존하는 유인원에서는 별도의 힘살로 존재하지 않으나, 깊은손가락굽힘근 힘살과 구분되는 별개의 힘줄은 존재할 수 있다. 일부에서는 긴엄지굽힘근이 마치 인대와 유사하게 작용하여, 엄지의 손가락사이관절이 펴지는 것을 제한한다. 오랑우탄의 경우 사람의 긴엄지굽힘근과 닿는곳이나 기능이 유사한 힘줄을 가지고 있다. 그러나 이 힘줄은 엄지모음근 빗갈래에서, 자체기원근육으로서 기시한다.
긴팔원숭이와 구세계원숭이(개코원숭이 등)는 인간과 유사한 바깥기원 긴엄지굽힘근 힘줄을 가진다. 대부분의 긴팔원숭이에서 긴엄지굽힘근 힘살은 깊은손가락굽힘근과 분리되어 있다. 그러나 개코원숭이의 경우 손목 부분의 손목굴 안에서 긴엄지굽힘근 힘줄이 깊은손가락굽힘근 힘줄에서 갈라져 나온다. 또한 개코원숭이는 긴엄지굽힘근과 깊은손가락굽힘근 모두 분화가 잘 되지 않아서, 개별 손가락을 독립적으로 잘 통제하지 못한다.

## 추가 이미지
- 왼쪽 아래팔의 뼈를 앞에서 본 모습
- 왼쪽 손바닥의 뼈
- 아래팔 중간부의 단면
- 노뼈와 자뼈 먼쪽 끝의 단면
- 손목과 손가락의 단면
- 손목과 손가락 앞쪽 힘줄의 윤활집
- 왼쪽 손바닥의 근육
- 자동맥과 노동맥. 깊은쪽 모습.
- 왼쪽 상지의 신경
- 긴엄지굽힘근
- 긴엄지굽힘근
- 긴엄지굽힘근
- 긴엄지굽힘근
- 긴엄지굽힘근

## 참고 문헌
이 문서는 현재 퍼블릭 도메인에 속하는 그레이 해부학 제20판(1918) page 449의 내용을 기초로 작성된 글이 포함되어 있습니다.
1. ↑  Straus WL (September 1942). “Rudimentary Digits in Primates”. 《The Quarterly Review of Biology》 17 (3): 228–43. doi:10.1086/394656. JSTOR 2809086. S2CID 85312042.
2. ↑  Asghar, Adil; Jha, Rakesh Kumar; Patra, Apurba; Chaudhary, Binita; Singh, Brijendra (2022). “The prevalence and distribution of the variants of Gantzer's muscle: a meta-analysis of cadaveric studies”. 《Anatomy & Cell Biology》 (영어) 55 (1): 3–13. doi:10.5115/acb.21.141.
3. ↑  Fernandez DL (2009년 1월 1일). 〈Chapter 56: Osteotomy for Extra-articular Malunion of the Distal Radius〉.   Slutsky DJ, Osterman AL. 《Fractures and Injuries of the Distal Radius and Carpus》. Philadelphia: W.B. Saunders. 529–541쪽. doi:10.1016/b978-1-4160-4083-5.00058-5. ISBN 978-1-4160-4083-5.
4. 1 2 3 4 5 6  Gray 1918, Flexor Pollicis Longus, paras 20, 25
5. 1 2  Caetano EB, Sabongi JJ, Vieira LÂ, Caetano MF, Moraes DV (2015). “Gantzer muscle. An anatomical study”. 《Acta Ortopedica Brasileira》 23 (2): 72–5. doi:10.1590/1413-78522015230200955. PMC 4813407. PMID 27069404.
6. ↑  Platzer 2004, p 162
7. ↑  Lutsky KF, Giang EL, Matzon JL (January 2015). “Flexor tendon injury, repair and rehabilitation”. 《The Orthopedic Clinics of North America》 46 (1): 67–76. doi:10.1016/j.ocl.2014.09.004. PMID 25435036.
8. ↑  Preston DC, Shapiro BE (2013년 1월 1일). 〈Chapter 18: Proximal Median Neuropathy〉.   Preston. 《Electromyography and Neuromuscular Disorders》 Thi판. 289–297쪽.
9. ↑  Hamitouche K, Roux JL, Baeten Y, Allieu Y (May 2000). “[Linburg-Comstock syndrome. Epidemiologic and anatomic study, clinical applications]”. 《Chirurgie de la Main》 19 (2): 109–15. doi:10.1016/s1297-3203(00)73468-8. PMID 10904829.
10. 1 2  Tocheri MW, Orr CM, Jacofsky MC, Marzke MW (April 2008). “The evolutionary history of the hominin hand since the last common ancestor of Pan and Homo”. 《Journal of Anatomy》 212 (4): 544–62. doi:10.1111/j.1469-7580.2008.00865.x. PMC 2409097. PMID 18380869.